# Valea Sebeșului

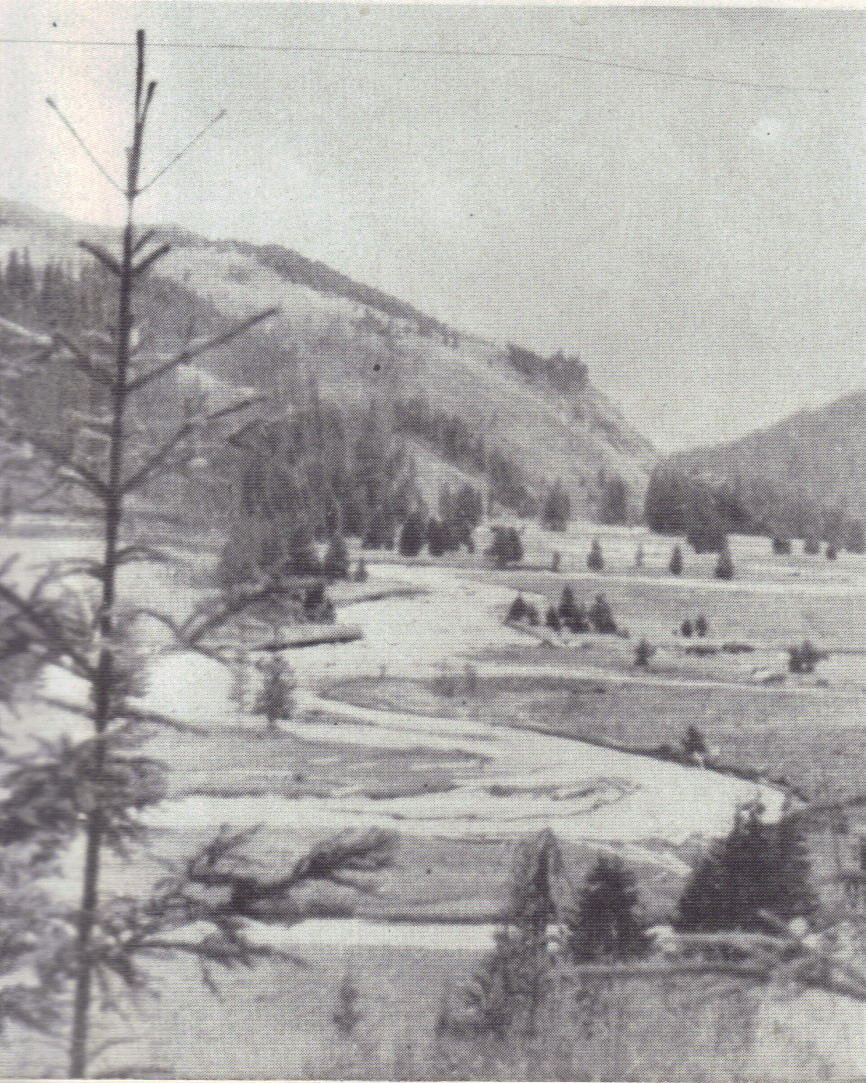
Valea Frumoasei

Valea Sebeșului, cunoscută in zona superioară și sub numele de Valea Frumoasei, este situată în sudul Transilvaniei, în partea centrală a Carpaților Meridionali, în porțiunea unde aceștia prezintă cea mai mare lățime (grupa Șureanu-Parâng-Lotrului).

## Imagini

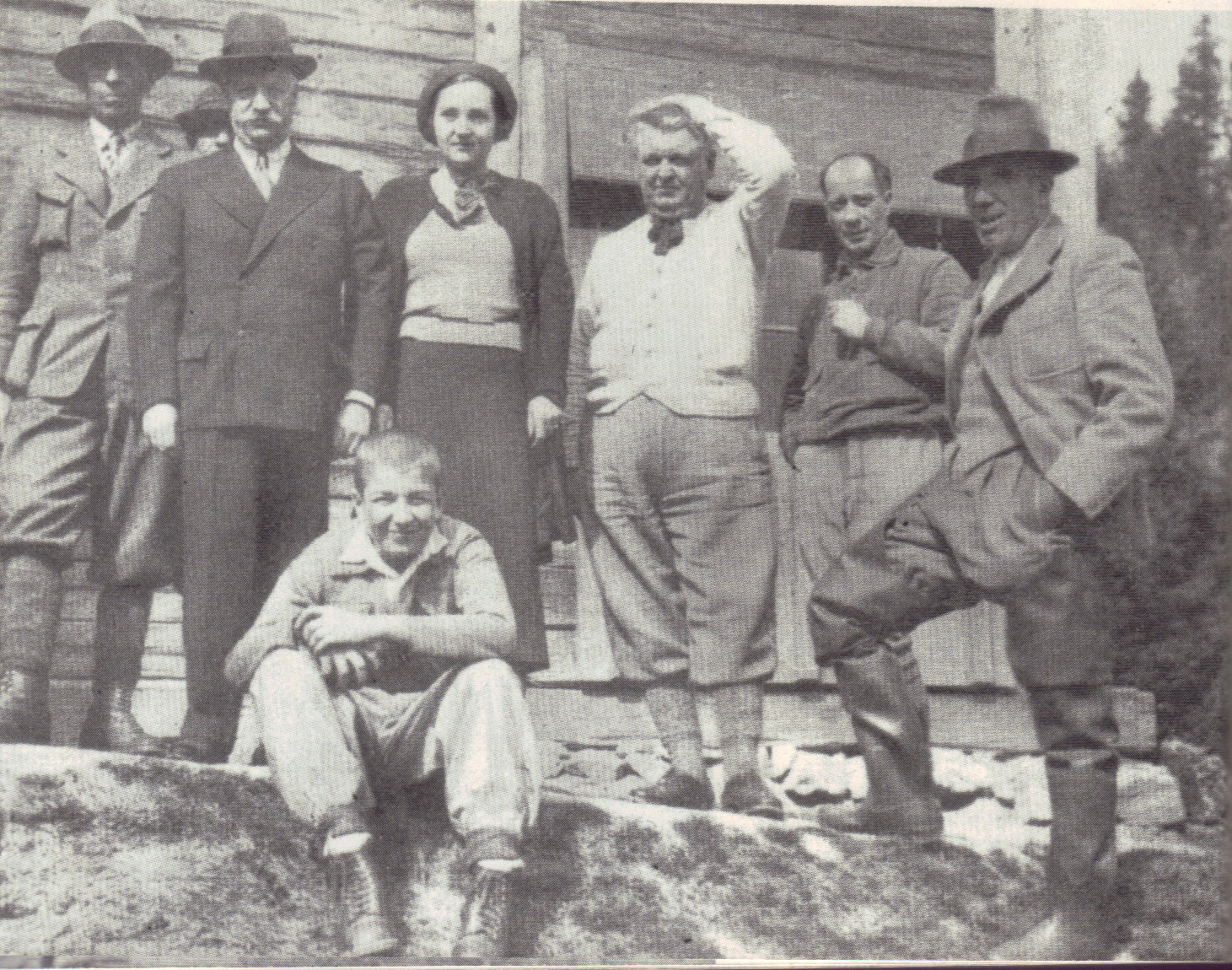
Mihail Sadoveanu cu un grup de prieteni la cabana de pe Valea Frumoasei

## Legături externe
- Valea Frumoasei: de-a lungul „apei viforoase” descrise de Sadoveanu, 22 august 2014, Mihaela Stănescu, Descoperă